# Abbazia di Santa Maria di Rio Sacro
L'abbazia benedettina di Santa Maria di Rio Sacro (o Santa Maria di Meriggio) sorge presso la frazione di Meriggio di Acquacanina (ora nel comune di Fiastra), in provincia di Macerata.
La chiesa originale, risalente all'anno 1000, fu ampliata nel corso del XVI sec. divenendo l'attuale abbazia.

## Posizione
La chiesa è edificata su un poggio isolato a nord dell'abitato di Meriggio (Acquacanina), lungo la sponda sinistra del torrente Fiastrone, non lontano dal Lago di Fiastra. L'edificio è posto ai piedi del Colle di Meriggio, alle falde settentrionali del Monte Val di Fibbia (Monti Sibillini), a cavallo tra Valle Trocca e il canale dell'Acquarda.

## Struttura
L'abbazia è costruita in stile romanico locale, con orientamento est-ovest: la facciata facciata occidentale ospita l'ingresso principale, mentre il campanile è posto sul lato est. La struttura è piuttosto articolata e include anche due corpi laterali, dei quali quello destro presenta due absidi. Sul lato settentrionale è presente un piccolo complesso abitativo.
La struttura attuale risale al XVI sec., è stata restaura nel 1956 con interventi di rinforzo al tetto alle mura, i quali non hanno però impedito che l'edificio venisse pesantemente danneggiato dal sisma del 2016.
La cripta, di architettura romanica risalente al IX sec., è scavata sotto l'abside centrale ed è struttura in tre navate divise da colonne e pilastri in pietra spugna. Riceve la luce del mattino da una piccola finestrella che sovrasta un altare monolitico.
Tra le opere d'arte conservate all'interno si può ammirare:
- l'affresco murale del 1490 rappresentante San Sebastiano, attribuito a Girolamo di Giovanni, recuperato dalla vicina chiesa di S.Michele ormai in rovina[2]
- una piccola tela ottagonale del Maratti
- una statua lignea della Madonna con Bambino del XV sec.

## Storia
Lungo la valle del Rio Sacro, tra le pendici del Monte Valdifibbia e del Monte Pietralata (nell'odierna zona dei Cascinali, quota 900 m.s.l.m. circa), sorgeva l'antica Abbazia di San Salvatore di Rio Sacro, fondata nel VI sec. dai monaci benedettini che adottarono la riforma camaldolese di San Romualdo. Il nome era dovuto al Crocifisso ligneo custodito all'interno. Il monastero fu un centro vitale e spirituale per tutta la vallata: una Bolla Pontificia del 1192 indica nove chiese posto sotto la giurisdizione del monastero.
Il 20 novembre 1349 nella chiesa di Meriggio venne stipulato l'atto di affrancazione del Castello di Acquacanina dai monaci di Rio Sacro.
Nel XVI sec. l'amministrazione dell'abbazia venne affidata ad abati commendatari, ovvero laici o ecclesiastici che percepivano ed amministravano i redditi del monastero ma non esercitavano autorità sui monaci. Detti abati sperperarono i beni dell'abazia costringendo infine i monaci a trasferirsi altrove, decretando l'inizio del decadimento del monastero.
I monaci si trasferirono presso la chiesa dipendente di Santa Maria presso Meriggio (Fiastra). La chiesa, fondata nell'anno 1000 dagli stessi monaci, venne ampliata e divenne l'attuale Abbazia di Santa Maria di Rio Sacro
Dell'antico monastero non rimane praticamente nulla, ma è possibile scorgerne alcune tracce nel fitto bosco che ne ha inghiottito gli ultimi ruderi.

## Galleria d'immagini

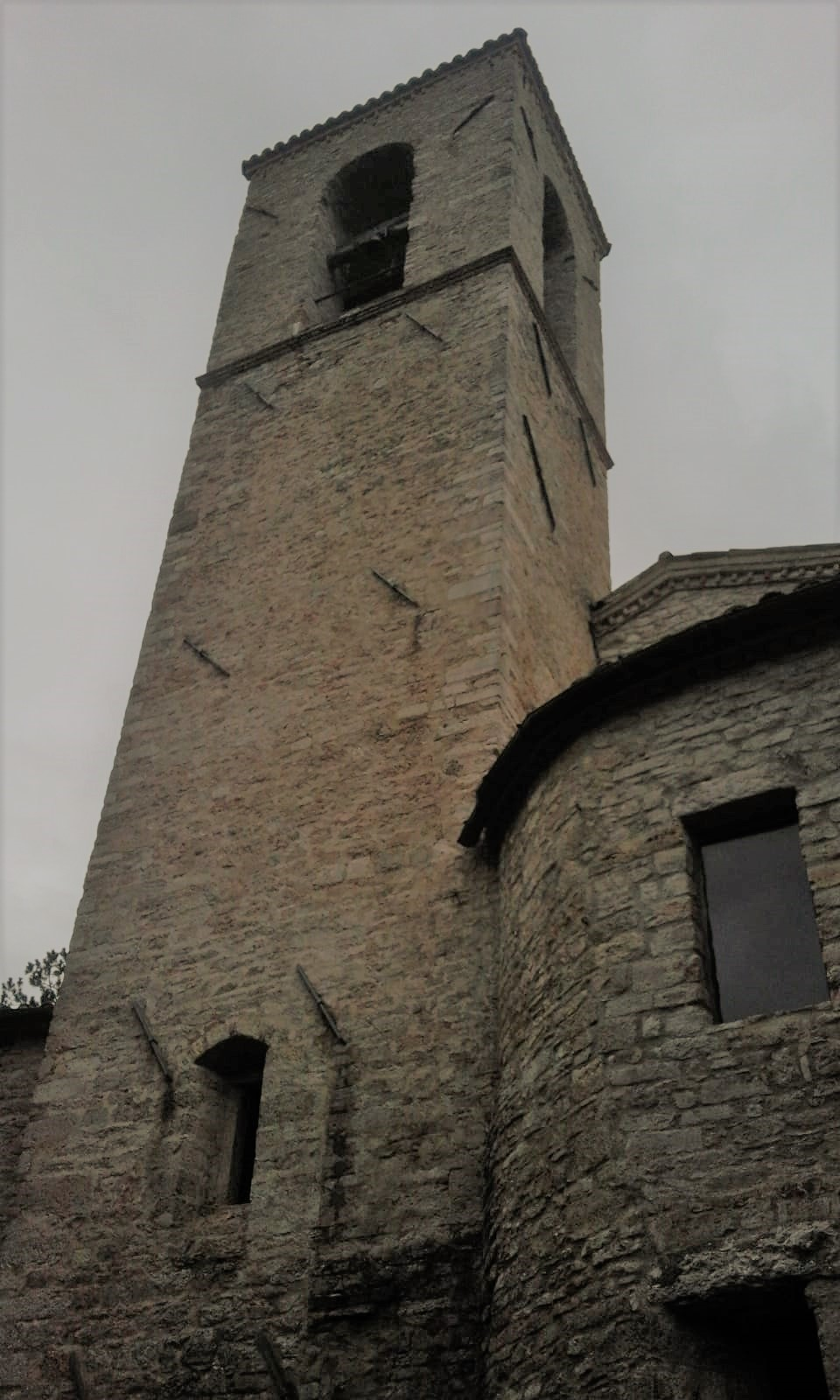
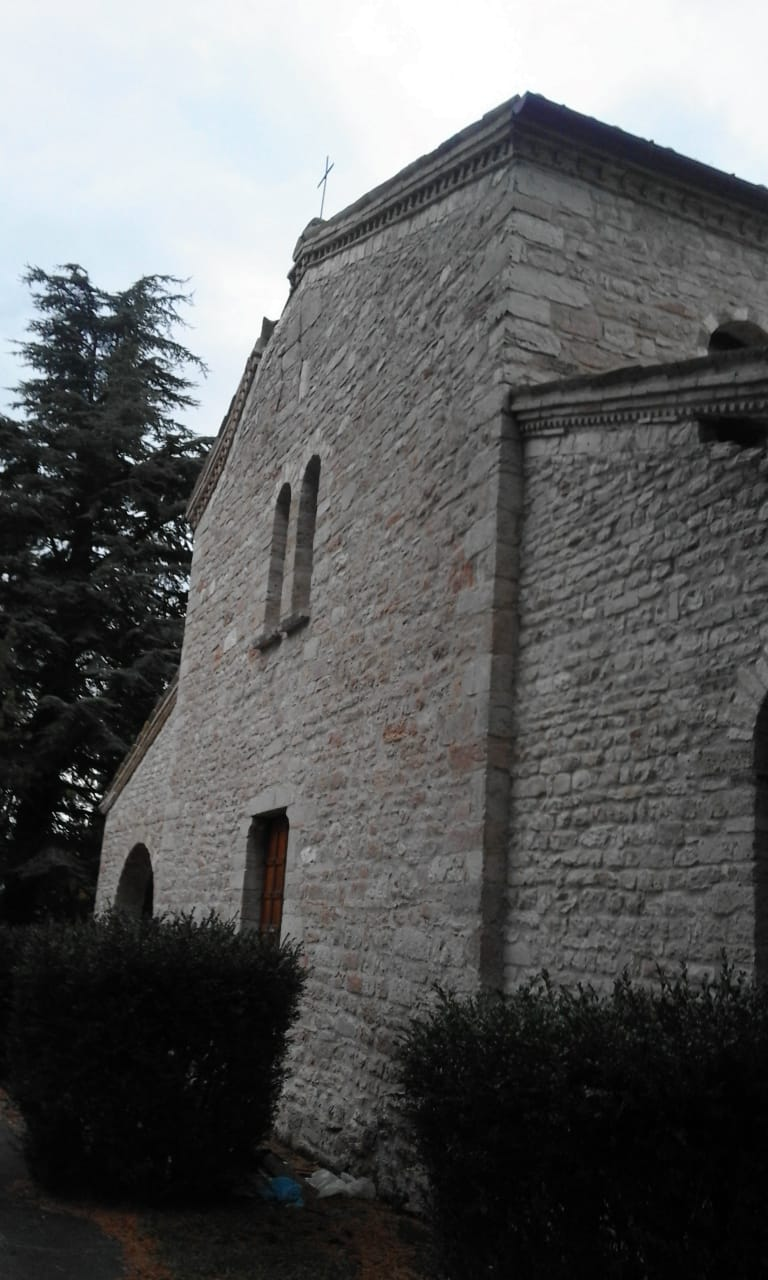
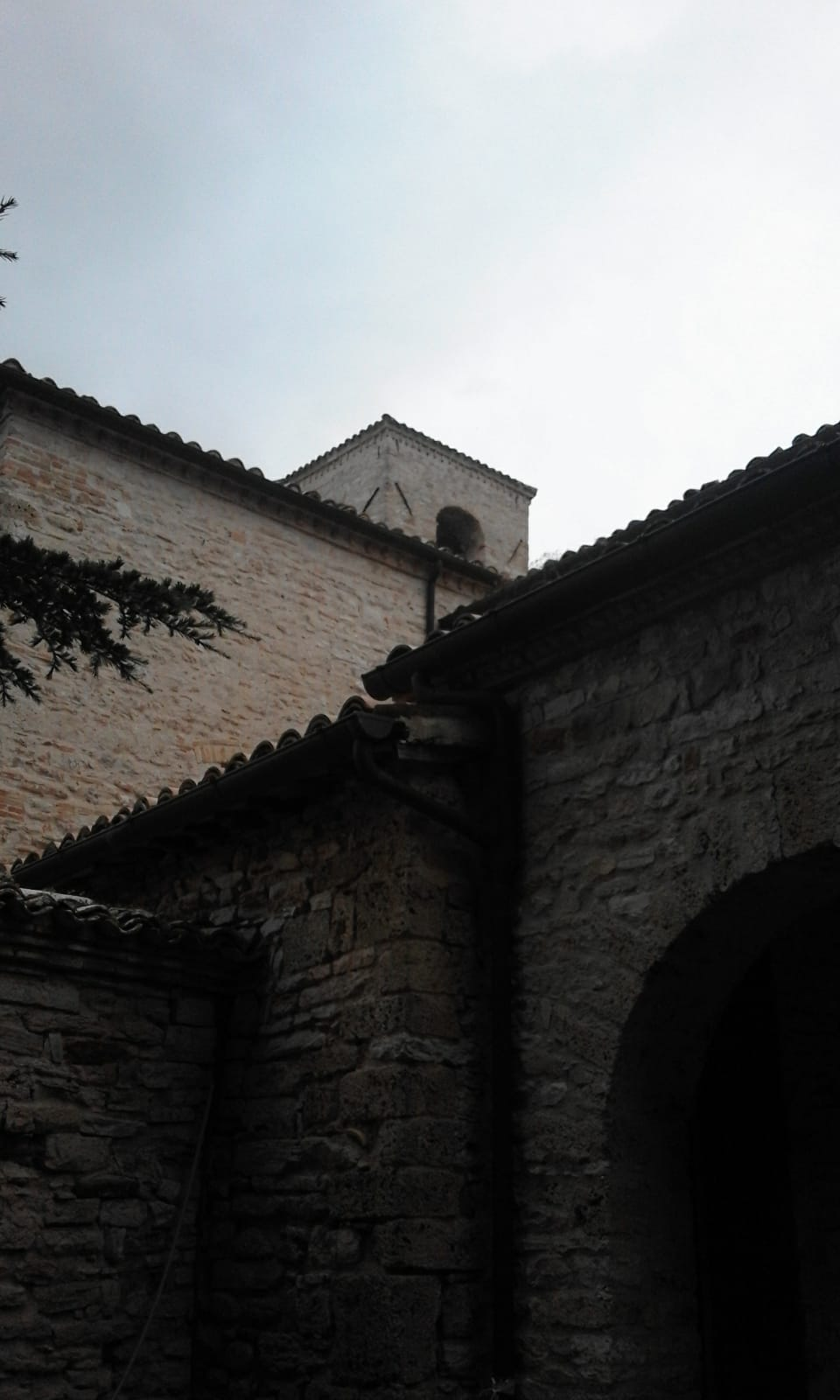
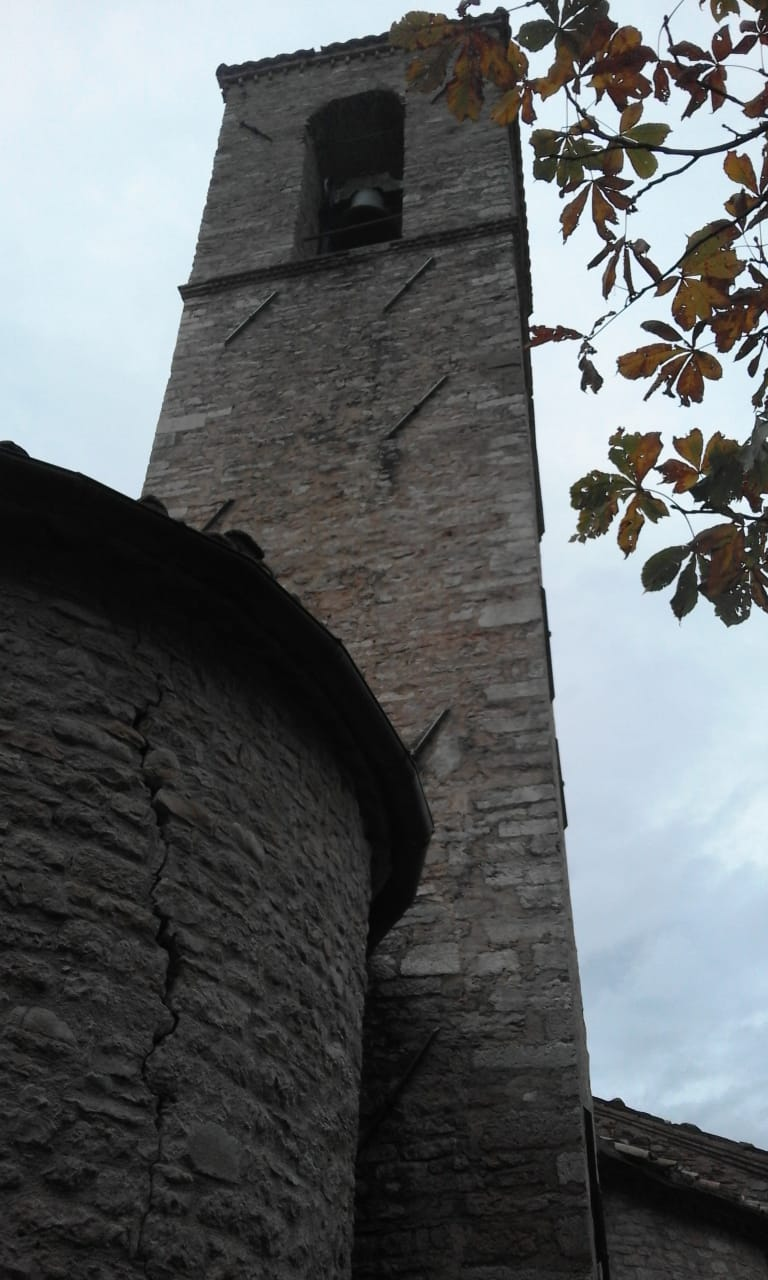
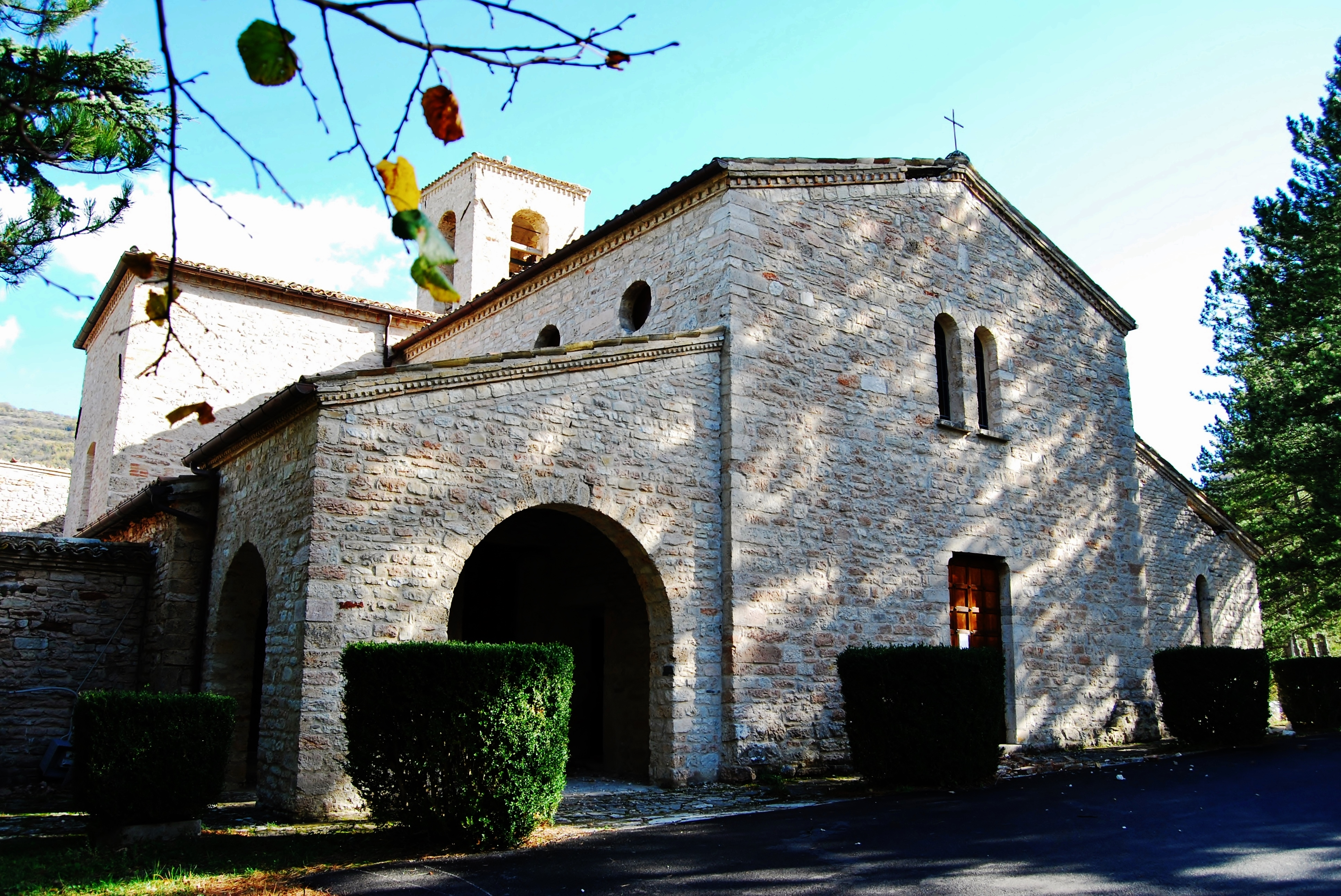
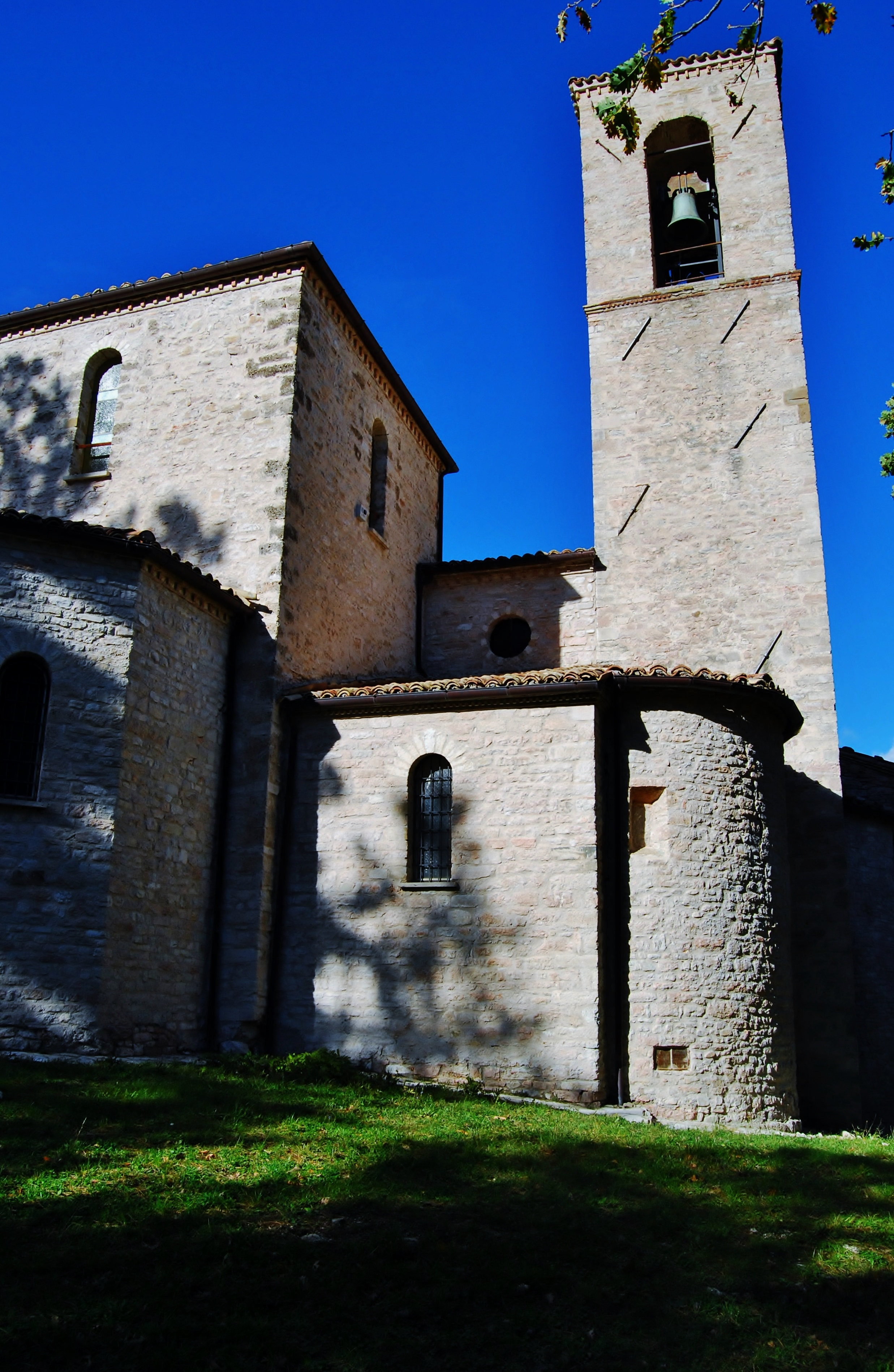